# Amicia andicola
Amicia andicola là một loài thực vật có hoa trong họ Đậu. Loài này được (Griseb.) Harms miêu tả khoa học đầu tiên.